# Howard Shore
Howard Leslie Shore, född 18 oktober 1946 i Toronto i Ontario, är en kanadensisk kompositör. Shore har komponerat filmmusiken till bland annat filmtrilogin om Härskarringen som han totalt vann tre Oscarsstatyetter för (en Oscar för bästa filmmusik för Sagan om ringen och två Oscars för bästa filmmusik och bästa sång ("Into the West") för Sagan om konungens återkomst).
Han skulle göra musiken till Peter Jacksons King Kong, men blev ersatt av James Newton Howard. Shore har dock en cameoroll i slutet av filmen där han som dirigent dirigerar bitar av Max Steiners musik från originalfilmen King Kong från 1933. Han har även skrivit musiken till de flesta av David Cronenbergs filmer, fyra av Martin Scorseses filmer (Hugo Cabret, The Departed, Gangs of New York och The Aviator) och tre av David Finchers filmer (Panic Room, The Game och Seven).

## Filmografi (urval)
- 1981 – Scanners
- 1983 – Videodrome
- 1986 – Flugan
- 1988 – Big
- 1988 – Dubbelgångare
- 1989 – En hon-djävuls liv och lustar
- 1991 – När lammen tystnar
- 1991 – En kyss före döden
- 1992 – Ensam ung kvinna söker
- 1993 – Sliver
- 1993 – Välkommen Mrs. Doubtfire
- 1993 – Philadelphia
- 1994 – Klienten
- 1994 – Ed Wood
- 1995 – Seven
- 1995 – Vit som synden
- 1996 – Sanningen om katter och hundar
- 1996 – Crash
- 1996 – Striptease
- 1996 – That Thing You Do
- 1997 – Cop Land
- 1998 – Sista natten
- 1999 – Existenz
- 1999 – Analysera mera
- 1999 – Dogma
- 2000 – High Fidelity
- 2000 – The Cell
- 2001 – The Score
- 2001 – Sagan om ringen
- 2002 – Panic Room
- 2002 – Sagan om de två tornen
- 2002 – Gangs of New York
- 2003 – Sagan om konungens återkomst
- 2004 – The Aviator
- 2005 – A History of Violence
- 2006 – The Departed
- 2007 – The Last Mimzy
- 2007 – Eastern Promises
- 2008 – Tvivel
- 2010 – Edge of Darkness
- 2010 – The Twilight Saga: Eclipse
- 2012 – Hobbit: En oväntad resa
- 2013 – Hobbit: Smaugs ödemark
- 2014 – Hobbit: Femhäraslaget
- 2015 – Spotlight

## Utmärkelser
- Saturn Award, för Ed Wood,  1994
- Broadcast Film Critics Association Award för bästa kompositör,  2001
- Grammy Award för bästa soundtrack för visuellt medium, för The Lord of the Rings: The Fellowship of the Ring,  2002
- Oscar för bästa filmmusik, för Sagan om ringen,  24 mars 2002[1]
- Saturn Award, för Sagan om konungens återkomst,  2003
- Golden Globe Award för bästa originalmusik, för Sagan om konungens återkomst,  2003
- Golden Globe Award för bästa specialskrivna sång, för Into the West,  2003
- Golden Globe Award för bästa originalmusik, för The Aviator,  2004
- Grammy Award för bästa sång skriven för visuella medier, för Into the West,  2004
- Oscar för bästa filmmusik, för Sagan om konungens återkomst,  29 februari 2004[2]
- Oscar för bästa sång, för Into the West, med  Fran Walsh och Annie Lennox,  29 februari 2004[2]
- Governor General’s Performing Arts Award,  2011
- Cannes Soundtrack Award, för Maps to the Stars,  2014[3]
- Officer av Kanadaorden,  2016
- Grammy Award, för Sagan om konungens återkomst
- Grammy Award, för Sagan om de två tornen
- Officer av Arts et Lettres-orden

[Redigera Wikidata]